# Yevguenia Kolodko
Yevguenia Nikoláyevna Kolodko (en ruso: Евгения Николаевна Колодко; nacida el 22 de julio de 1990) es una lanzadora de peso rusa. Ganó la medalla de bronce en la competición de lanzamiento de peso en los Juegos Olímpicos de 2012 en Londres, con su mejor marca personal de 20.48m, posteriormente fue desposeída por dopaje.